# Henry Johansen
Henry Johansen, född 21 juli 1904 i Oslo, död 29 maj 1988 i Oslo, var en norsk fotbollsspelare.
Johansen blev olympisk bronsmedaljör i fotboll vid sommarspelen 1936 i Berlin.